# Kotórz Wielki
Kotórz Wielki est une localité polonaise de la voïvodie et du powiat d'Opole.